# 兹德涅克·内霍达
兹德涅克·内霍达（捷克語：Zdeněk Nehoda，1952年5月9日—），捷克男子足球运动员，司职前锋。他曾代表捷克斯洛伐克国家队参加1976年和1980年欧洲足球锦标赛，其中1976年欧锦赛获得冠军，1980年欧锦赛则获得季军。